# Benjamin (auteur chinois)
Pour les articles homonymes, voir Benjamin et Zhang Bin.
 (septembre 2013).
Zhang Bin ( 张彬 Zhāng Bīn), dit Benjamin (本杰明) connu aussi sous le nom de Zhang Lin  (16 mai 1974) est un auteur de manhua et de romans chinois. Né dans la province de Heilongjiang, il y étudie la mode et le design, puis il part à Pékin en juin 1996 pour faire de la bande dessinée. À force de persévérance il publie ses écrits qui rencontrent un certain succès en Chine.
Parallèlement à ses activités de dessinateur, Benjamin donne des concerts avec son groupe de rock. 
Benjamin fait partie de la nouvelle génération d'auteurs, avec ses compatriotes Ji Di, Xiao Lei et Song Yang, à créer ses bandes dessinées uniquement sur ordinateur.

## Biographie
Le jeune Benjamin naît dans un petit village près de la frontière russe, d'un père garde-frontière et d'une mère professeur d'anglais. Il grandit dans la campagne jusqu'à ses dix ans, lorsque sa famille déménage dans une ville de 30 000 habitants. Il y découvre la bande dessinée : les grandes histoires classiques chinoises comme Les Trois royaumes, mais aussi Tintin et les œuvres d'Osamu Tezuka, des copies pirates qu'il payait quelques centimes pour les emprunter et les lire. Il découvre aussi la série Wang, le petit dragon, pour laquelle il réalisera des travaux presque trente ans plus tard.
Il envisage alors de devenir peintre, car il ne pense pas pouvoir vivre de la BD, ou alors adapter le patrimoine littéraire chinois était le seul débouché. L'année de ses dix-huit ans, il part pour Pékin étudier la mode et le design. Il a en tête de devenir auteur de BD, mais à l'époque il n'existe tout simplement aucune formation en place, il s'inspire de témoignages de mangakas japonais qui en sont arrivés à la BD depuis la mode.
Il y restera jusqu'à vingt-deux ans, car ce sont des spécialités encore trop récentes en Chine pour avoir des professeurs réellement compétents selon lui. En 1998, il entend d'un ami qu'on pouvait dessiner par ordinateur. D'après son témoignage, n'en ayant jamais possédé avant, il dépense tout son argent pour en acheter un alors qu'il ne sait pas encore comment l'allumer ou l'éteindre correctement. Autodidacte, il tâtonne dans Photoshop pendant un an et travaille pour quelques commandes publicitaires afin de subvenir à ses besoins.
Il se forge une petite réputation dans le dessin par ordinateur, au point d'enseigner, à Nankin pendant un mois avec une équipe de développeurs de jeux vidéo. Parallèlement, il dessine avec des amis de différentes villes sur des projets dont peu verront le jour au départ.

## Œuvres
Bande dessinée
- Fleurs inconnues en été, 2000 (uniquement en Chine)
- One Day, 2002 (sortie en France en 2007)
- Remember
- Orange
- Savior, 2010

Roman
- The Basement

Autres
- Technique de la BD par ordinateur, 2002 (uniquement en Chine)
- Flash, 2008 (artbook)
- À l'été 2009, il a participé à la création du clip J'aimerais tellement de Jena Lee.

## L'artiste
Benjamin est connu pour être un virtuose de la tablette graphique, mais son premier apprentissage remonte à l'enfance, où il découvre la peinture classique. L'amour du dessin vient avec les mangas qu'il dévore, mais il ne dessine alors qu'avec des moyens traditionnels.
One Day et Une fleur qui ne vit pas l'été sont réalisés au crayon et à l'encre, quelques tramages timides marquent son approche de Photoshop et l'influence alors pesante des mangas.
"Divagations d'un après-midi" et "Les colombes planent dans le silence" sont dessinés au crayon et travaillés à l'ordinateur, avec Photoshop. Les couleurs ne sont pas encore ce qu'on connaît, bien qu'éclatantes.
Ce n'est qu'avec Remember que l'on assiste à l'émergence de son style, qu'il appelle "couleurs vraies" (true colors) qui ne le sont nullement mais représentent au mieux les sentiments ou les expressions des personnages, l'ambiance d'une scène plutôt qu'a rechercher un résultat photoréaliste. Benjamin se défend de retravailler des photos pour en faire des illustrations, et condamne ceux qui le font. ce qui compte selon lui, ce n'est pas de capturer le réel plat et froid comme à travers un objectif, mais de transmettre le regard de l'artiste et la vision de ce qui l'entoure."ce n'est pas ce qu'il y a là qui m'intéresse, mais ce que tu y vois" (orange)
Il délaisse Photoshop pour Painter, un logiciel plus proche des médias traditionnels, et conçoit "orange" essentiellement à l'aide de ce dernier. Selon lui, Painter présente certaines faiblesses pour réaliser des planches de BD rapidement, car il allonge le processus.
Il semble avoir expérimenté de nombreux modèles de tablettes graphiques, les photos dans ses albums permettent d'affirmer qu'il a au moins utilisé une tablette Genius (avec l'emplacement pour le stylet sur le cadre) avant de se montrer sur les Wacom 17'x21' et la série cintiQ. Benjamin ne se rue pas sur les derniers modèles, car il compte surtout sur son travail avant de compter sur son matériel mais il admet que, en tant que professionnel il faut être au courant des dernières avancées.
Pour créer "Savior", il dessine sous Photoshop les images brutes et les retravaille sous Painter pour tirer parti des outils spécifiques (comme supprimer les éraflures, source : computer arts) il assimile aussi des techniques traditionnelles telles que la "couleur adjacente" pour créer des nuanciers de couleur très complexes sur ordinateur. Selon lui, à ses débuts son écran était mal calibré et il obtenait des couleurs fausses sans s'en rendre compte, ce qui a posé les bases de son style.
Après sa dernière BD Savior, Benjamin a évolué de plus en plus vers des couleurs contrastées, saturées et psychédéliques.